# Pistolet maszynowy EMP 44
EMP 44 (niem. Erma Maschinenpistole 44) – niemiecki eksperymentalny pistolet maszynowy z okresu II wojny światowej, konstruowany w ramach Primitiv-Waffen-Programm. EMP 44 miał w założeniu zapewnić siłom zbrojnym III Rzeszy prostą i tanią broń, dobrze przystosowaną do produkcji masowej. Nie został jednak przyjęty na wyposażenie, ze względu na zbyt prymitywną konstrukcję.

## Historia
W toku wojny sytuacja gospodarcza III Rzeszy stale się pogarszała, a rosnące straty wymagały szybkiego uzupełniania broni. Użytkowane przez Wehrmacht pistolety maszynowe (na przykład MP 40) były bronią dobrej jakości, jednak ich produkcja była kosztowna i jednocześnie bardzo czasochłonna. W tych warunkach powstał program stworzenia broni o znacznie uproszczonej konstrukcji, umożliwiającej szybką i tanią produkcję (Primitiv-Waffen-Programm). W ogłoszonym konkursie na nowy pistolet maszynowy wziął udział między innymi dotychczasowy producent MP 40 – Erma-Werke GmbH, opracowując w 1942 roku pierwszy projekt uproszczonego pistoletu maszynowego.
Prototyp składał się z kilku zespawanych ze sobą rur na wzór brytyjskiego Stena, czerpiąc przy tym częściowo inspirację z radzieckiego PPSz-41. Oryginalnym rozwiązaniem było zastosowanie do zasilania broni dwóch połączonych ze sobą 32 nabojowych magazynków z MP 40. Gniazdo magazynka było poszerzone umożliwiając załadowanie zespołu dwóch magazynków, po opróżnieniu pierwszego, zespół przesuwano w bok kontynuując prowadzenie ognia. Prototyp został przedstawiony armii w 1943 roku jednak został odrzucony ze względu na ocenę konstrukcji jako zbyt prymitywnej, uznając za bardziej perspektywiczne przeznaczenie środków na produkcję karabinków automatycznych StG44. Rozwiązanie umożliwiające stosowanie podwójnych magazynków próbowano jeszcze zaadaptować do pistoletów maszynowych MP 40 (w wersji MP 40/I), jednak i w tym przypadku pomysł ostatecznie zarzucono.
Pogarszająca się sytuacja militarna i gospodarcza III Rzeszy sprawiła, że do projektu powrócono w 1944 roku, rozpoczynając produkcję seryjną tego pistoletu maszynowego jako EMP 44 (niem. Erma Maschinenpistole 44), jednak została ona niebawem przerwana z powodu postępów Armii Czerwonej. Właściciel zakładów Erma Werke – Berthold Geipel nakazał ewakuację ocalałych egzemplarzy broni z fabryki, samemu opuszczając ją dopiero 12 kwietnia 1945 roku. Nieliczne wyprodukowane egzemplarze EMP 44, najprawdopodobniej miały trafić do jednostek Volkssturmu w Bawarii, jednak ich transport został przejęty przez oddziały amerykańskiej 3 Armii. Zdobyczne egzemplarze EMP 44 przetransportowano do Aberdeen Proving Ground, gdzie zostały przeanalizowane przez specjalistów alianckich. Broń uznano za zdatną do użytku, jednak „nie perspektywiczną”, po czym sporządzono jej dokumentację i zmagazynowano.
W późniejszym okresie przejęte przez amerykanów EMP 44 skierowano do złomowania, zachowując tylko jeden egzemplarz (prototyp z 1943 roku o numerze seryjnym 00015), na potrzeby ewentualnych testów. Do 2005 roku znajdował się on w zbiorach United States Army Ordnance Museum, po czym przeniesiono go do Fort Lee w Wirginii, w którym stanowi część niewielkiej wystawy „Subject to Recall: Collecting Intelligence”.

## Konstrukcja
Konstrukcja EMP 44 oparta była na zespawanych sobą kilku rurach stalowych. Zasilany był amunicją pistoletową 9 × 19 mm Parabellum z zespołu dwóch połączonych ze sobą 32 nabojowych magazynków z pistoletu maszynowego MP 40. W przedniej części gniazda magazynka zamontowano mechanizm zwalniający oba magazynki jednocześnie. Gniazdo nie było jednak poszerzone na kształt „lejka” jak w MP 40/I co w warunkach ograniczonej widoczności mogło stwarzać problemy w trakcie przeładowania. Mechanizm wewnętrzny w pewnym stopniu wzorowany był na MP 40, jednak zastosowano w nim odmienną konstrukcję iglicy. Lufa zespawana była na stałe z kolbą, posiadała osłonę z czterema otworami i zakończona była hamulcem wylotowym.
Chwyt pistoletowy posiadał głęboki otwór od spodu, który najprawdopodobniej mógł służyć do oparcia broni na podstawie w formie pręta. Kolba zakończona była analogicznym pustym w środku prętem skierowanym prostopadle w dół, który można było zdemontować.
Celownik mechaniczny składał się z osadzonych wysoko muszki i szczerbinki osłoniętych bocznymi ściankami. Szczerbinka miała formę trzech wycięć w kształcie litery „V”, dostosowanych do danego dystansu (odpowiednio: 100, 200 i 300 metrów).